# 銀斑駒
《銀斑駒》（The Adventure of Silver Blaze，又譯：銀色馬），柯南·道爾所著的福爾摩斯探案的56個短篇故事之一，收錄於《福爾摩斯回憶錄》。此故事分別於1923年、1937年、1977年及1988年被改編成電影或電視。

## 故事簡介
國王馬場發生了命案及賽馬失竊案，馬主羅斯上校要福爾摩斯協助調查。福爾摩斯去到現場，只是四處偵查，又問一下人一些不相關的問題，令羅斯上校非常失望。事實上，福爾摩斯已經知道上校的失馬是被鄰近馬場的人帶走，並已叮囑對方需於賽馬日前交還賽馬，而上校馬場下的練馬師的命案，福爾摩斯亦知道是該練馬師欲令馬匹不能出賽，從而傷害馬匹期間被馬匹打死。只因為羅斯上校態度惡劣，致福爾摩斯不願即時告知真相。